# انتونیو چیلیانو
انتونیو چیلیانو (انگلیسی: Antonio Ciciliano; ۳ نوامبر ۱۹۳۲ – ۴ سپتامبر ۲۰۱۵) قایقران قایق بادبانی اهل ایتالیا بود.